# 澁澤金蔵 (3代)

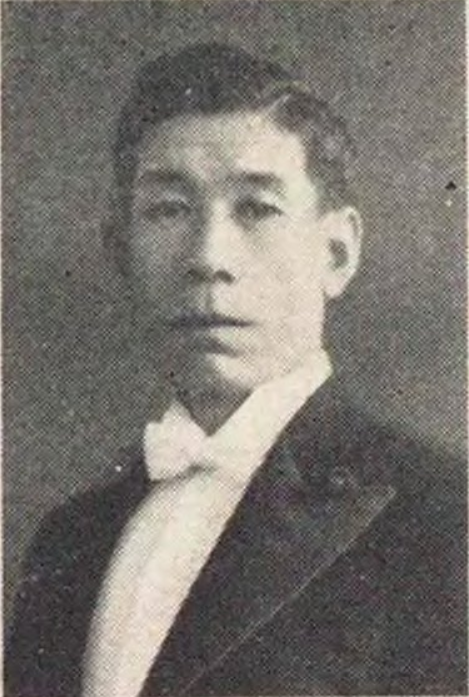
3代 澁澤金蔵

3代 澁澤 金蔵（さんだい しぶさわ きんぞう、前名・直一、1890年〈明治23年〉8月8日 - 1949年〈昭和24年〉9月11日）は、日本の実業家、政治家、群馬県多額納税者。貴族院議員。群馬県新田郡太田町会議員。従五位勲二等。

## 経歴
群馬県新田郡太田町（現・太田市）出身。1917年、東京帝国大学法科大学経済学科卒業。
1926年、家督を相続し前名・直一から名を改め、三代目澁澤金蔵を襲名した。太田町会議員となる。
1937年、鉄道大臣秘書官に任ぜられた。金融業を営み、金山図書館長、太田織布、新田銀行、上毛実業銀行、群馬中央銀行、太田建物、同電気館、同合同運送等諸会社重役であった。また富士産業取締役を務めた。
1932年9月29日、貴族院多額納税者議員に就任し、交友倶楽部に所属して活動して、1947年5月2日の貴族院廃止まで在任した。
1949年9月、ナイフで首を切り自殺した。

## 人物
貴族院多額納税者議員選挙の互選資格を有した。趣味は書画、骨董、碁。宗教は浄土宗。住所は群馬県太田市。

## 家族・親族
澁澤家
- 祖父・初代金蔵（1829年 - ?、質商、政治家）
- 父・直[9][8][11][注 3]（1856年 - 1930年[16]、銀行家、群馬県多額納税者[15]）
- 母・はる（1857年 - 1941年[17]、群馬、葉住利蔵の姉）[15]
- 妹・好（1894年 - ?、埼玉、西田芳雄の妻）[11]
- 弟・金三郎（1892年 - ?、三菱銀行取締役）[11]
  - 同妻・やまと（1894年 - ?、群馬、葉住利蔵の三女）[2][9]
- 養妹・フジ（1899年 - ?、神奈川、上郎新二の妻）[9]
- 妻・はる（1895年 - ?、群馬、竹内清次郎の二女）[1][9]
- 息子・清一[9][8][18]（1926年[19] - ?） - 1947年に東京農林専門を卒業、1949年に群馬銀行入行[18]。尾島、大泉、佐野、館林各支店長を経て1977年に伊勢崎支店長[18]。住所は太田市本町[19]。
- 長女[8]

親戚
- 新井章治（東京電燈社長、日本発送電総裁）
- 上郎新二（神奈川県多額納税者、地主）
- 上郎清助（神奈川県多額納税者、資産家、貴族院議員）
- 竹内勝蔵（前橋市長）
- 竹内清次郎（製糸業、生糸商）
- 竹内徳治（官僚）
- 葉住利蔵（新田銀行頭取、衆議院議員）